# 2015年美洲杯决赛
2015年美洲國家盃決賽是2015年美洲國家盃赛事的决赛。获胜者将获得代表南美足协出战俄罗斯2017年联合会杯的资格。最终智利队在点球大战中以4–1击败阿根廷队，首次夺得美洲杯冠军，这是智利自1916年首届美洲杯参赛以来，第一次获得美洲杯冠军。

## 比赛背景
这是智利第7次承办美洲杯。这届杯赛也是他们第三次打入美洲杯决赛，但之前两次都未获得冠军奖杯。他们最近一次打进决赛是在1987年，当时他们被乌拉圭队所击败。而阿根廷此前在美洲杯24次对阵智利保持不败，在智利打过的34场美洲杯比赛，阿根廷队仅1负。在智利举办的美洲杯上，前2届阿根廷都夺得亚军，此后4届阿根廷均夺冠，1941年和1955年都在圣地亚哥国家体育场击败了智利，而这也是阿根廷队第五次打入美洲杯决赛。 上一次阿根廷队杀入决赛还是在2007年，当时他们被巴西队所击败，而他们最后一次的大赛冠军（包括世界杯）是在1993年的美洲杯上获得的。
1916年-1967年期间这项赛事被称为“南美足球锦标赛”。当时的赛制是：4支球队参加一个单循环小组赛，不设决赛，积分最高者为冠军。若算上这期间的赛事，智利是第5次，而阿根廷则是第27次排名该项赛事的前两位。

## 决赛队伍的晋级过程
| 隊伍     | 賽 | 勝 | 和 | 負 | 得 | 失 | 差 | 分 |
| -------- | -- | -- | -- | -- | -- | -- | -- | -- |
| 智利     | 3  | 2  | 1  | 0  | 10 | 3  | +7 | 7  |
| 玻利维亚 | 3  | 1  | 1  | 1  | 3  | 7  | −4 | 4  |
|          | 3  | 1  | 0  | 2  | 4  | 6  | −2 | 3  |
| 墨西哥   | 3  | 0  | 2  | 1  | 4  | 5  | −1 | 2  |

| 隊伍   | 賽 | 勝 | 和 | 負 | 得 | 失 | 差 | 分 |
| ------ | -- | -- | -- | -- | -- | -- | -- | -- |
| 阿根廷 | 3  | 2  | 1  | 0  | 4  | 2  | +2 | 7  |
| 巴拉圭 | 3  | 1  | 2  | 0  | 4  | 3  | +1 | 5  |
| 乌拉圭 | 3  | 1  | 1  | 1  | 2  | 2  | 0  | 4  |
| 牙买加 | 3  | 0  | 0  | 3  | 0  | 3  | −3 | 0  |